# Sieglinde Grüll
Sieglinde Grüll, geborene Essl (* 13. Februar 1942 in Steyr; † 20. Februar 2017 in Perg) war eine österreichische Pädagogin und Autorin.

## Leben
Sieglinde Maria Grüll war ab 1962 mit Ernst Grüll verheiratet. Sie war pensionierte Volksschuldirektorin von Klam mit Vorliebe für Lyrik und Musik. Zwischen 1990 und 2006 leitete sie bzw. Waltraud Derndorfer die aus der Perger Liedertafel hervorgegangene Perger Sängerrunde.
Grüll ist Schöpferin der Chorlieder Die Oachane Kapelln von Klam, das Perger Lied, s’Mühlviertel, hat mehrere Gedichtbände herausgegeben und hielt Lesungen.
Sieglinde Grüll lebte in Perg. 1984 verfasste sie das Kapitel über Klein- und Flurdenkmäler in Klam für die Festschrift anlässlich 600 Jahre Markt Klam und 200 Jahre Pfarre Klam.

## Bücher
- Sieglinde Grüll: Ein Gang durchs Jahr (2000), Gedichtesammlung, 96 S, ISBN 978-3-901279-94-2, Freya-Verlag
- Sieglinde Grüll: Hand in Hand, Liebesgedichte (2005), Berührende, witzige, nachdenkliche Gedichte zu den Themen Liebe und Partnerschaft. Ein wunderschönes Buch für Verliebte und alle, die sich daran erinnern können, wie es war, verliebt zu sein. 96 S, ISBN 978-3-902134-96-7 und ISBN 3-902134-96-8, Freya-Verlag, Linz
- Sieglinde Grüll: Wortmalereien, Von lindengrün bis flockenweiß, (2008), lyrische Texte, 140 S, ISBN 978-3-902540-75-1, Freya-Verlag
- Sieglinde Grüll: Gedankenvielfalt, Gedichte, Tatsachen, nachdenkliche Berichte (2013), 117 S, ISBN 978-3-200-03327-6, Eigenverlag